# Kamel
Den baktriske kamel (latin: Camelus bactrianus) har to pukler og kaldes ofte blot kamel, mens dens slægtning Camelus dromedarius som regel kaldes dromedar og alene har en pukkel.

## Galleri
- En rejsende fra Vesten på kamelryggen; skulptur fra Tang-tiden.
- Kamel og Sogdian. Glaseret keramik i San Cai-stilen, Tang-perioden (618-907).
- Victoria and Albert Museum, London. Kinesisk galleri: kamel og rytter. Keramik, Tang-perioden (700-750 e. kr.)
- San Cai-stil figur af Tang-dynastiet af sogdiske købmænd, der rider på Kamel

## Ekstern henvisning
- Wikimedia Commons har flere filer relateret til Kamel

| Dyr | Spire Denne artikel om dyr er en spire som bør udbygges. Du er velkommen til at hjælpe Wikipedia ved at udvide den. |